# Kosiakowo
Kosiakowo – osada w Polsce, położona w województwie zachodniopomorskim, w powiecie wałeckim, w gminie Mirosławiec.
W latach 1975–1998 Kosiakowo administracyjnie należało do województwa pilskiego.